# Johannes Hartmann
John Hartmann, também hartmanni chamado Hartmannus e Johann Hartmann, (* 15 de janeiro de  1568 em Amberg; † 12 de dezembro de 1631  em Kassel). Foi um polímata, químico, médico e reitor da Universidade de Marburg. Ele foi o primeiro professor de química alemão.

## Vida
Johannes Hartmann nasceu em Amberg em 1568 como filho de um tecelão e inicialmente se tornou um encadernador. Por causa de seu talento excepcional, ele foi promovido pelo reitor da escola da cidade de Amberg e foi capaz, com o apoio da Câmara Municipal de Amberg ele frequentou as universidades de  Altdorf, Wittenberg e Jena onde ele, principalmente, estudou matemática. Em Wittenberg, ele conheceu os futuros geógrafos, cartógrafos e os historiadores Wilhelm Dilich, cuja família tinha conexões com a casa real de Hesse e em 1591 ele ocupou a posição de matemático da corte (astrólogo) mediado em Kassel. Em 1592 ele se tornou professor de matemática na Universidade de Marburg como sucessor do professor de matemática Victorinus Schönfeldt, falecido em 1591 e, em particular, atendia ao Landgrave Guilherme IV (1567-1592) de Hesse-Cassel. Aqui, o conhecimento da geometria, astronomia e agrimensura estavam em demanda (o último foi o de decidir contra um apelo do matemático tribunal Christoph Rothmann). Mas ele também aconselhou ao Landgrave e foi 1598/99 em Kassel para participar, em seu nome, na publicação de uma obra astronômica. Durante este tempo ele também ensinou na escola da corte (Collegium Mauritianum) e aprofundou seus contatos com o corpo de médicos Hermann Wolff e Jacob Mosanus e no laboratório, bem equipado, do Landgrave, pode ampliar seus conhecimentos de química e medicina. Em 1599 retornou a Marburg e começou a estudar textos alquímicos e médicos, especialmente de Paracelso e estudantes (como o francês Joseph Duchesne (Quercetanus) e Basilio Valentim, com quem o editor Johann Thölde se correspondia.
Em 1609 foi nomeado pelo landgrave como chefe do recém-fundado Collegium Chymicum e professor de quimiatria (Iatroquímica). Um foco do laboratório foi a produção de drogas, razão pela qual também recebeu a adição de Chymico-Medicum. Ele foi, assim, o primeiro professor de química na Alemanha e também teve o primeiro laboratório universitário de química, onde os alunos de muitos países (incluindo a Dinamarca, Polônia, Inglaterra) vieram para estudar. Muitas teses de doutorado foram escritas em quimio (primeiro em 1610 pelo médico pessoal de Landgrave Johannes Rhenanus), o próprio Hartmann dificilmente publicou durante sua vida. Ele também trabalhou como médico e tratou, por exemplo, do Príncipe Johann Georg de Anhalt-Dessau para o aborrecimento do Landgrave de Hesse, que suspeitava de um rapto (Hartmann tinha viajado para lá com a família). Em 1618, Hartmann foi temporariamente suspenso em Marburg.
Em 1621, como médico da corte do Landgrave Maurício I (1592-1627) de Hesse-Cassel e como professor da escola da corte (Collegium Mauritianum) mudou-se para Kassel. O escritório do Hofarzt havia sido oferecido a ele em 1608. Naquela época, ele tinha rejeitado porque suas habilidades médicas não pareciam suficientes. Na universidade, ele foi o último a sair sem salário. Ele permaneceu após a abdicação do Landgrave Maurício I, em 1627, em Kassel, e serviu ao seu sucessor Guilherme V (1627-1637).
Ele era casado com a irmã de Johann Daniel Mylius e foi sogro de Heinrich Petraeus.
Seu laboratório chymicum publicum na Philipps Universidade de Marburgo foi celebrado em 10 de julho de 2015 pelo Sociedade Alemã de Química com palestras e uma placa comemorativa como o “Centro histórico da química".

## Obras
- Iohannis Hartmanni, Doutor em Medicina e Quimiatria pela Academia Marpurgensi, professor celebérrimo, e que em Hesse fomentou a prática quimiátrica . - Genevae: Chouet, 1639. Obra digitalizada da Universidade e Biblioteca Estadual de Dusseldorf (primeira edição em 1633)
- A obra de um médico químico (Opera Omnia Medico Chymico), 1664